# Zwillingsfilme
Als Zwillingsfilme (englisch twin films/movies) werden zwei Filme bezeichnet, die auffälligerweise sowohl einen ziemlich ähnlichen Inhalt beziehungsweise das gleiche Thema aufweisen als auch mit einem sehr kurzen zeitlichen Abstand zueinander veröffentlicht wurden. Üblicherweise sind beide Filme Big-Budget-Filme oder Blockbuster, die von unterschiedlichen Studios produziert wurden und im Kino, später auch über Streamingdiensten miteinander konkurrieren. Davon sind Mockbuster zu unterscheiden, die gezielt eine deutlich billiger und schlechter produzierte Fassung eines anderen Films darstellen.

## Ursachen
Dafür, dass Filme anhand ähnlicher Drehbücher über den gleichen Stoff zu etwa der gleichen Zeit produziert und veröffentlicht werden, werden verschiedene Erklärungsansätze angeführt.
Zum einen könne es reiner Zufall sein, wenn das Thema derzeit im Fokus des Zeitgeistes liege, was häufiger bei (Natur)katastrophen, der Auseinandersetzung mit Ängsten oder Neuem oder Jubiläen – beispielsweise 1992 zum 500. Jahr der Entdeckung Amerikas 1492 – der Fall sei, sowie wenn es sich um Umsetzungen gemeinfreier Geschichten wie Märchen und Sagen handelt, die ohnehin immer wieder neu interpretiert werden. Ein aktuelles Ereignis kann für mehrere Autoren Anlass sein, unabhängig voneinander Drehbücher hierüber zu schreiben. So begann 2011, als Steve Jobs sich krankheitsbedingt vom öffentlichen Geschäft zurückzog, Matt Whiteley Jobs zu schreiben, während im selben Jahr Sony die Rechte zur Verfilmung einer Biografie erwarb. Insbesondere sollen reale Personen zu den meisten Zwillingsfilmen führen. Bezüglich zweier Filme zu Truman Capote aus dem Jahr 2003 ist die Anekdote bekannt, dass Douglas McGrath, als er das Drehbuch zu Kaltes Blut fertiggestellt hatte, Bingham Ray angerufen und dieser gesagt habe, er habe das Drehbuch gerade vor sich liegen; da habe er bemerkt, dass dieses das Drehbuch zu Capote war.
Es wird davon ausgegangen, dass je mehr Inhalte bestellt und produziert werden, desto häufiger ähnliche Ideen und daher Zwillingsfilmen entstünden, was in den aktuellen Jahren immer mehr der Fall sei.
Zum anderen kann durchaus ein Zusammenhang zwischen den Drehbüchern oder Filmen bestehen. Wenn etwa Ideen von ihren Schöpfern oder Autoren an verschiedene Studios beworben werden, um eines zu finden, das sie entwickelt und umsetzt, kann ein Produzent eine Idee aufgreifen, die von einem anderen Studio bereits gekauft wurde. Dies kann bis zum Vorwurf der Industriespionage gehen, was der Fall bei Jeffrey Katzenberg gewesen sein soll, als Pixar Das große Krabbeln und das von ihm mitgegründete Studio DreamWorks SKG Antz veröffentlichten. Studios können mit Zwillingsfilmen bewusst gegeneinander in einem Rennen antreten, den eigenen Film zum Thema zuerst vermarkten und veröffentlichen zu können. Auch können es Schauspieler sein, die einen Zwillingsfilm initiieren: So soll Kirk Douglas mit Spartacus deswegen ein eigenes römisches Epos produziert haben, weil er in Ben Hur nicht die Titelrolle erhielt. Ähnlich soll Bette Davis der Legende nach die Rolle der Jezebel angeboten bekommen haben als Kompensation dafür, dass sie nicht die Hauptrolle in Vom Winde verweht erhielt.

## Vermeidung
Auf die Aussicht, mit einem Zwillingsfilm konkurrieren zu müssen, haben Studios verschieden reagiert und Strategien zur Vermeidung der etwa zeitgleichen Veröffentlichung angewandt.
So wurde die Veröffentlichung von Who Do You Love um mehr als ein Jahr zurückgehalten, um einen Bogen um den Film Cadillac Records zu machen, während Matt Damon aufgrund des Films Black Mass ein eigenes Projekt über James J. Bulger gänzlich fallen ließ.
Als 1972 sowohl Warner Bros. als auch 20th Century Fox jeweils die Filmrechte zu unterschiedlichen Romanen über Hochhausbrände erworben hatten, schlossen sie sich zusammen, um gemeinsam einen einzelnen Film zu realisieren: Flammendes Inferno von 1974. Im Falle zweier Biographien zu Donald Crowhurst reagierte Studiocanal, welches Vor uns das Meer entwickelte, indem es die Vertriebsrechte zu Crowhurst erwarb, sodass beide Filme vom selben Studio herausgegeben wurden.

## Beispiele
| Film 1 | Film 2                                                                       | Jahr      | Beschreibung | Quelle              |
| --- | ---------------------------------------------------------------------------- | --------- | --- | ------------------- |
| Katharina die Große                                                                                           | Die scharlachrote Kaiserin                                                   | 1934      | Spielfilme über Katharina die Große | [ 1 ]               |
| Schuld und Sühne                                                                                              | Schuld und Sühne                                                             | 1935      | Amerikanische und französische Verfilmung von Schuld und Sühne |                     |
| Die Leuchter des Kaisers                                                                                      | Finale in St. Petersburg                                                     | 1936/1937 | Nach einem Roman von Emma Orczy |                     |
| Jezebel | Vom Winde verweht                                                            | 1938/1939 | Spielfilme mit Southern Belles | [ 6 ]               |
| Stromboli | Vulcano                                                                      | 1950      | Aus einem gemeinsam geplanten Projekt von Anna Magnani und Roberto Rossellini wurden nach ihrer Trennung zwei konkurrierende Filme.                                                                   |                     |
| Attila, die Geißel Gottes                                                                                     | Attila, der Hunnenkönig                                                      | 1954      | Filme über Attila |                     |
| Hänsel und Gretel                                                                                             | Hänsel und Gretel                                                            | 1954      | Märchenfilme |                     |
| Es geschah am 20. Juli                                                                                        | Der 20. Juli                                                                 | 1955      | Filme über das Attentat vom 20. Juli 1944 |                     |
| Anastasia | Anastasia, die letzte Zarentochter                                           | 1956      | Filme über Anna Anderson |                     |
| Tischlein, deck dich                                                                                          | Tischlein, deck dich                                                         | 1956      | Märchenfilme |                     |
| Schinderhannes (Regie: Peter Beauvais)                                                                        | Der Schinderhannes                                                           | 1957/1958 | Verfilmungen des Schinderhannes von Carl Zuckmayer |                     |
| Tarzans größtes Abenteuer                                                                                     | Tarzan, der Herr des Urwaldes                                                | 1959      | Tarzan-Filme von unterschiedlichen Produzenten |                     |
| Unterm Birnbaum (Regie: Gerhard Klingenberg)                                                                  | Unterm Birnbaum (Regie: Mark Lawton)                                         | 1963/1964 | ARD- und ZDF-Verfilmung von Theodor Fontanes Unterm Birnbaum |                     |
| Der Hexer | Der Hexer                                                                    | 1963/1964 | Nach Edgar Wallace |                     |
| Das große Liebesspiel                                                                                         | Der Reigen                                                                   | 1963/1964 | Offizielle und inoffizielle Verfilmung von Schnitzlers Reigen |                     |
| Dr. Seltsam                                                                                                   | Angriffsziel Moskau                                                          | 1964      | Spielfilme über die nukleare Gefahr im Kalten Krieg | [ 11 ]              |
| Das 1. Evangelium – Matthäus                                                                                  | Die größte Geschichte aller Zeiten                                           | 1964/1965 | Zweimal das Neue Testament: einmal als karges europäisches Arthouse-Kino, einmal als Hollywood-Monumentalfilm                                                                                         |                     |
| Harlow | Harlow                                                                       | 1965      | Spielfilmbiografien über Jean Harlow | [ 6 ]               |
| Die tollkühnen Männer in ihren fliegenden Kisten                                                              | Das große Rennen rund um die Welt                                            | 1965      | Die beiden Filme sind sich so ähnlich, dass 1969 mit Monte Carlo Rallye ein Film gedreht wurde, der als Fortsetzung für beide gilt. Auch die Trickfilmserie Wacky Races bezieht sich auf beide Filme. |                     |
| Die Ermittlung                                                                                                | Die Ermittlung                                                               | 1965/1966 | Westdeutsche und ostdeutsche Fernsehversion des Theaterstücks von Peter Weiss |                     |
| Rasputin – der wahnsinnige Mönch                                                                              | Rasputin                                                                     | 1966      | Filme über Rasputin. 50 Jahre nach seiner Ermordung 1916. |                     |
| Rasputin – der wahnsinnige Mönch                                                                              | Ich tötete Rasputin                                                          | 1966/1967 | Filme über Rasputin. 50 Jahre nach seiner Ermordung 1916. |                     |
| Marat/Sade (Regie: Peter Brook)                                                                               | Die Verfolgung und Ermordung des Jean Paul Marat (Regie: Peter Schulze-Rohr) | 1967      | Verfilmungen von Die Verfolgung und Ermordung Jean Paul Marats dargestellt durch die Schauspielgruppe des Hospizes zu Charenton unter Anleitung des Herrn de Sade                                     |                     |
| Der Mord, der nie verjährt                                                                                    | Der Fall Liebknecht-Luxemburg                                                | 1968/1969 | Ostdeutsche und westdeutsche Filme über Prozesse in der Weimarer Republik wegen der Morde an Karl Liebknecht und Rosa Luxemburg                                                                       |                     |
| Michael Kohlhaas – der Rebell                                                                                 | Michael Kohlhaas (Regie: Wolf Vollmar)                                       | 1969      | Verfilmungen von Michael Kohlhaas |                     |
| Nur der Freiheit gehört unser Leben                                                                           | Wie ich ein Neger wurde (Regie: Roland Gall)                                 | 1969/1970 | Zwei Filme basierend auf Ödön von Horváths Roman Jugend ohne Gott |                     |
| Zwölf plus eins                                                                                               | Zwölf Stühle                                                                 | 1969/1970 | Verfilmungen von Zwölf Stühle |                     |
| Zwei Briefe an Pospischiel (Regie: Ralf Kirsten)                                                              | Zwei Briefe an Pospischiel (Regie: Roland Gall)                              | 1970/1971 | Westdeutsche und ostdeutsche Verfilmung eines Romans von Max von der Grün |                     |
| Ludwig II. | Ludwig – Requiem für einen jungfräulichen König                              | 1972/1973 | Filme über Ludwig II. |                     |
| Godspell | Jesus Christ Superstar                                                       | 1973      | Verfilmungen von Musicals über Jesus Christus | [ 6 ]               |
| Einer flog über das Kuckucksnest                                                                              | Leben des schizophrenen Dichters Alexander März (Regie: Vojtěch Jasný)       | 1975      | Kritische Filme gegen psychiatrische Kliniken. Beide von tschechoslowakischen Regisseuren im Exil. |                     |
| Unternehmen Entebbe                                                                                           | ...die keine Gnade kennen                                                    | 1976      | Filme über die Operation Entebbe |                     |
| Unternehmen Entebbe                                                                                           | Operation Thunderbolt                                                        | 1976/1977 | Filme über die Operation Entebbe |                     |
| Fellinis Casanova                                                                                             | Casanova & Co.                                                               | 1976/1977 | Zwei Filme über Casanova |                     |
| Hitler – Eine Karriere                                                                                        | Hitler, ein Film aus Deutschland                                             | 1977      | Hitler-Analysen |                     |
| Generale – Anatomie der Marneschlacht                                                                         | Planübung                                                                    | 1977      | Zwei Filme über Generäle am Kartentisch, wie sie eine Schlacht lenken. Einmal im 1. Weltkrieg, einmal bei einem Bundeswehrmanöver im Kalten Krieg.                                                    |                     |
| Marschier oder stirb                                                                                          | Drei Fremdenlegionäre (Regie: Marty Feldman)                                 | 1977      | Zwei Filme über die französische Fremdenlegion in Nordafrika vor dem 2. Weltkrieg. Beide mit einem Komiker in der Hauptrolle.                                                                         |                     |
| Ein irrer Typ                                                                                                 | Um Kopf und Kragen                                                           | 1977/1978 | Action-Komödien um Stuntmen |                     |
| Der Mann mit der eisernen Maske                                                                               | Das Geheimnis der eisernen Maske                                             | 1977/1979 | Filme um Die drei Musketiere und den Mann mit der eisernen Maske. Die Filme wurden gleichzeitig gedreht, aber Das Geheimnis der eisernen Maske wurde mit Verspätung veröffentlicht.                   |                     |
| Das Männerquartett (Regie: Michael Verhoeven)                                                                 | Ende vom Lied (Regie: Jurij Kramer)                                          | 1978/1979 | Westdeutsche und ostdeutsche Verfilmung des Romans Das Ochsenfurter Männerquartett von Leonhard Frank                                                                                                 |                     |
| Die durch die Hölle gehen                                                                                     | Apocalypse Now                                                               | 1978/1979 | Spielfilme über den Vietnamkrieg | [ 6 ]               |
| Die letzten Jahre der Kindheit                                                                                | Das Ende des Regenbogens                                                     | 1979      | Deutsche Problemfilme über das hoffnungslose Leben von minderjährigen Kriminellen | [ 12 ]              |
| Carmen | Vorname Carmen                                                               | 1983      | Drei Filme zum Carmen-Thema |                     |
| Carmen | Carmen                                                                       | 1983/1984 | Drei Filme zum Carmen-Thema |                     |
| Das Autogramm                                                                                                 | Cuarteles de invierno                                                        | 1983/1984 | Eine deutsche und eine argentinische Verfilmung des Romans Cuarteles de invierno von Osvaldo Soriano                                                                                                  |                     |
| Annas Mutter                                                                                                  | Der Fall Bachmeier – Keine Zeit für Tränen                                   | 1984      | Filme über Marianne Bachmeier |                     |
| Beat Street                                                                                                   | Breakin’                                                                     | 1984      | Breakdance-Filme |                     |
| Geheimcode Wildgänse                                                                                          | Wildgänse 2                                                                  | 1984/1985 | Die beiden Produzenten von Die Wildgänse kommen (1978) drehten ihre eigene Fortsetzungen |                     |
| Gremlins | Ghoulies                                                                     | 1984/1985 | Horrorkomödien über kleine Kreaturen, die in Massen angreifen | [ 6 ]               |
| Gremlins | Critters                                                                     | 1984/1986 | Horrorkomödien über kleine Kreaturen, die in Massen angreifen | [ 6 ]               |
| Zurück in die Zukunft                                                                                         | Peggy Sue hat geheiratet                                                     | 1985/1986 | Protagonisten treffen nach einer Zeitreise ihre Familie in der High School | [ 11 ]              |
| Der Schrei der Eule                                                                                           | Der Schrei der Eule (Regie: Tom Toelle)                                      | 1987      | Adaptionen von Der Schrei der Eule |                     |
| Gefährliche Liebschaften                                                                                      | Valmont                                                                      | 1988/1989 | Adaptionen von Gefährliche Liebschaften | [ 3 ]               |
| Mein Partner mit der kalten Schnauze                                                                          | Scott & Huutsch                                                              | 1989      | Filmkomödien über Polizisten mit Hunden als Partner | [ 6 ]               |
| Das Phantom der Oper                                                                                          | Das Phantom der Oper                                                         | 1989/1990 | Der klassische Stoff war durch das erfolgreiche Musical wieder in Mode gekommen. |                     |
| Manta Manta                                                                                                   | Manta – Der Film                                                             | 1991      | Komödien über Opel-Manta-Fahrer |                     |
| Robin Hood | König der Diebe                                                              | 1991      | Spielfilme über Robin Hood | [ 1 ]               |
| Christopher Columbus – Der Entdecker                                                                          | 1492 – Die Eroberung des Paradieses                                          | 1992      | Spielfilme über die Entdeckung Amerikas 1492 | [ 11 ]              |
| Tombstone | Wyatt Earp                                                                   | 1993/1994 | Western über Wyatt Earp und Doc Holliday | [ 13 ]              |
| Kalifornia | Natural Born Killers                                                         | 1993/1994 | Roadmovies über Mordserie eines Paares | [ 11 ]              |
| Der Durchstarter                                                                                              | Little Big Boss                                                              | 1993/1994 | Sportkomödien: Jungen spielen in der Major League Baseball | [ 6 ]               |
| Die Troublemaker                                                                                              | Trinity und Babyface                                                         | 1994/1995 | Verspätete Nachfolger von Vier Fäuste für ein Halleluja (1971) |                     |
| Congo | Outbreak – Lautlose Killer                                                   | 1995      | Spielfilme mit affen. |                     |
| Gordy | Ein Schweinchen namens Babe                                                  | 1995      | Spielfilme mit sprechenden Schweinen | [ 14 ]              |
| Buddy (1997)                                                                                                  | Schweinchen Babe in der großen Stadt                                         | 1997/1998 | Spielfilme über Tiere. |                     |
| Dante’s Peak                                                                                                  | Volcano                                                                      | 1997      | Spielfilme über einen Vulkanausbruch | [ 15 ] [ 13 ] [ 5 ] |
| Steve Prefontaine                                                                                             | Grenzenlos                                                                   | 1997/1998 | Spielfilmbiografien über Steve Prefontaine | [ 6 ]               |
| Armageddon | Deep Impact                                                                  | 1998      | Spielfilm: Bedrohung der Erde durch einen Kometen/Asteroiden | [ 15 ] [ 13 ] [ 5 ] |
| Antz | Das große Krabbeln                                                           | 1998      | Animationsfilme mit Ameisen | [ 15 ] [ 13 ] [ 5 ] |
| Hard Rain | Terror in the Mall                                                           | 1998      | Verbrecher nutzen eine Überschwemmung in einer amerikanischen Kleinstadt. Zufälligerweise sind beide Filme deutsche Koproduktionen.                                                                   |                     |
| Dark City | Matrix                                                                       | 1998/1999 | Menschen entdecken, dass sie in einer von außen gesteuerten virtuellen Realität leben. |                     |
| Dark City | The 13th Floor                                                               | 1998/1999 | Menschen entdecken, dass sie in einer von außen gesteuerten virtuellen Realität leben. |                     |
| Die Truman Show                                                                                               | EDtv                                                                         | 1998/1999 | Spielfilme über einen Mann, dessen Leben für eine Fernsehshow gefilmt wird | [ 11 ] [ 16 ]       |
| Bang Boom Bang – Ein todsicheres Ding                                                                         | Absolute Giganten                                                            | 1999      | Kultfilme über Männerfreundschaften und alte Ford-Limousinen (Taunus, Granada) |                     |
| Atemlose Liebe (Regie: Wilma Kottusch)                                                                        | Das Delphinwunder (Regie: Christoph Schrewe)                                 | 1999      | Privatfernseh-Melodramen über die heilsame Wirkung von Delfintherapien |                     |
| Mission to Mars                                                                                               | Red Planet                                                                   | 2000      | Spielfilme über eine Marsexpedition | [ 15 ] [ 13 ]       |
| Der Kuss meiner Schwester                                                                                     | Riekes Liebe                                                                 | 2000/2001 | Inzestdramen zwischen Geschwistern, auf RTL und ZDF |                     |
| Kelly Bastian – Geschichte einer Hoffnung                                                                     | Happiness Is a Warm Gun                                                      | 2001      | Filme über Petra Kelly und Gert Bastian |                     |
| Liberty Stands Still                                                                                          | Nicht auflegen!                                                              | 2002      | Spielfilme: Scharfschütze hält Person in Telefonzelle fest | [ 2 ] [ 16 ]        |
| Tage des Sturms                                                                                               | Zwei Tage Hoffnung (Regie: Peter Keglevic)                                   | 2003      | Fernsehfilme über den Aufstand vom 17. Juni 1953 in der DDR |                     |
| Tage des Sturms                                                                                               | Der Aufstand (Regie: Hans-Christoph Blumenberg)                              | 2003      | Fernsehfilme über den Aufstand vom 17. Juni 1953 in der DDR |                     |
| Findet Nemo                                                                                                   | Große Haie – Kleine Fische                                                   | 2003/2004 | Animationsfilme mit sprechenden Fischen | [ 16 ]              |
| American Princess                                                                                             | First Daughter                                                               | 2004      | Filmkomödien über die Tochter des US-Präsidenten | [ 16 ]              |
| Die Rückkehr des Tanzlehrers                                                                                  | Die Rache des Tanzlehrers                                                    | 2004      | Zwei gleichzeitige Verfilmungen eines Romans von Henning Mankell |                     |
| The Cave | The Descent                                                                  | 2005      | Horrorfilme über Höhlenexpeditionen | [ 16 ]              |
| Madagascar | Tierisch Wild                                                                | 2005/2006 | Animationsfilme: Tiere brechen aus New Yorker Zoo aus | [ 16 ]              |
| United 93 | Flight 93                                                                    | 2006      | Spielfilme über dem entführten United-Airlines-Flug 93 | [ 2 ]               |
| Capote | Kaltes Blut                                                                  | 2006      | Spielfilmbiografien über Truman Capote | [ 15 ] [ 13 ] [ 5 ] |
| Prestige | The Illusionist                                                              | 2006      | Spielfilme über Zauberkünstler am Ende des 19. Jahrhunderts | [ 15 ] [ 13 ]       |
| Happy Feet | Könige der Wellen                                                            | 2006/2007 | Animationsfilme über Pinguine mit einem besonderen Talent | [ 16 ]              |
| Tell | 1½ Ritter – Auf der Suche nach der hinreißenden Herzelinde                   | 2007/2008 | Deutschsprachige Mittelalter-Komödien mit Anachronismen und zahlreichen Gaststars |                     |
| Speed Racer                                                                                                   | Death Race                                                                   | 2008      | Spielfilme über Autos |                     |
| Nacht vor Augen                                                                                               | Willkommen zu Hause                                                          | 2008      | Bundeswehrsoldat kehrt traumatisiert von Afghanistan-Einsatz zurück |                     |
| Der Seewolf                                                                                                   | Der Seewolf                                                                  | 2008/2009 | Deutsche Neuverfilmungen von Der Seewolf |                     |
| Der Kaufhaus Cop                                                                                              | Shopping-Center King                                                         | 2009      | Spielfilme über uniformierte Security-Mitarbeiter in Einkaufspassagen | [ 2 ] [ 16 ]        |
| Tannöd | Hinter Kaifeck                                                               | 2009      | Krimis über die Morde in Hinterkaifeck |                     |
| Siegburg | Picco                                                                        | 2009/2010 | Filme über den Mord in der Justizvollzugsanstalt Siegburg im Jahr 2006 |                     |
| Cop Out | Die etwas anderen Cops                                                       | 2010      | Actionkomödien über Polizeiduos | [ 5 ]               |
| Freundschaft Plus                                                                                             | Freunde mit gewissen Vorzügen                                                | 2011      | Romantische Komödien über Freunde, die Sex haben und sich verlieben | [ 15 ] [ 13 ] [ 5 ] |
| Eine königliche Affäre – Das riskante Leben des Leibarztes Johann Friedrich Struensee (Regie: Wilfried Hauke) | Die Königin und der Leibarzt                                                 | 2011/2012 | Filme über die Affäre von Johann Friedrich Struensee und der dänischen Königin |                     |
| Tom Sawyer | Tom und Hacke                                                                | 2011/2012 | Deutsche Verfilmungen von Tom Sawyer |                     |
| Spieglein Spieglein                                                                                           | Snow White and the Huntsman                                                  | 2012      | Spielfilme basierend auf Schneewittchen | [ 1 ]               |
| Hijacking | Captain Phillips                                                             | 2012/2013 | Spielfilme über Piratenangriff auf die Maersk Alabama | [ 16 ]              |
| Kohlhaas oder die Verhältnismäßigkeit der Mittel                                                              | Michael Kohlhaas                                                             | 2012/2013 | Verfilmungen von Michael Kohlhaas |                     |
| Gold | In einem wilden Land                                                         | 2013      | Siedlertreck im Wilden Westen mit deutschen Auswanderern, mit Frauen in der Hauptrolle. |                     |
| Olympus Has Fallen                                                                                            | White House Down                                                             | 2013      | Actionfilme über Terrorangriffe auf das Weiße Haus | [ 15 ] [ 13 ] [ 5 ] |
| Robin Hood | Robin Hood und ich                                                           | 2013      | Deutsche Fernsehfilme über einen Robin Hood, der die Ungerechtigkeiten in einem modernen Deutschland bekämpft.                                                                                        |                     |
| Jobs | Steve Jobs                                                                   | 2013/2015 | Spielfilmbiografien über Steve Jobs | [ 2 ]               |
| The Legend of Hercules                                                                                        | Hercules                                                                     | 2014      | Spielfilme über Herkules | [ 5 ]               |
| Die Schlikkerfrauen                                                                                           | Alles muss raus – Eine Familie rechnet ab                                    | 2014      | Fernsehfilme, die sich auf die Schlecker-Pleite beziehen |                     |
| Im Labyrinth des Schweigens                                                                                   | Der Staat gegen Fritz Bauer                                                  | 2014/2015 | Filme über Fritz Bauer |                     |
| Im Labyrinth des Schweigens                                                                                   | Die Akte General                                                             | 2014/2016 | Filme über Fritz Bauer |                     |
| Von jetzt an kein Zurück                                                                                      | Freistatt                                                                    | 2014/2015 | Spielfilme über Jugendliche in der Bundesrepublik der 60er Jahre, deren Leben durch die Erziehungsanstalt Freistatt zerstört wird.                                                                    |                     |
| Madame Marguerite                                                                                             | Florence Foster Jenkins                                                      | 2015      | Spielfilme über Florence Foster Jenkins | [ 13 ] [ 5 ]        |
| Uli Hoeneß – Der Patriarch                                                                                    | Die Udo Honig Story                                                          | 2015      | Fernsehfilme über Uli Hoeneß |                     |
| Christine | Kate Plays Christine                                                         | 2016      | Spielfilm und Dokumentation über Christine Chubbuck | [ 11 ]              |
| Duell der Brüder                                                                                              | Die Dasslers                                                                 | 2016      | Fernsehfilme über Adolf und Rudolf Dassler | [ 15 ]              |
| The Jungle Book                                                                                               | Mogli: Legende des Dschungels                                                | 2016/2018 | Adaptionen des Dschungelbuchs | [ 4 ]               |
| Dunkirk | Die dunkelste Stunde                                                         | 2017      | Spielfilme über die Schlacht von Dünkirchen | [ 13 ] [ 5 ] [ 11 ] |
| Churchill | Die dunkelste Stunde                                                         | 2017      | Spielfilmbiografien über Winston Churchill | [ 2 ]               |
| Crowhurst | Vor uns das Meer                                                             | 2017/2018 | Spielfilmbiografien über Donald Crowhurst | [ 5 ]               |
| Gnomes & Trolls                                                                                               | Sherlock Gnomes                                                              | 2017/2018 | Animationsfilme mit Gartenzwerge als Protagonisten | [ 6 ]               |
| Utøya 22. Juli                                                                                                | 22. Juli                                                                     | 2018      | Spielfilme über die Anschläge in Norwegen 2011 | [ 2 ] [ 4 ]         |
| The Miseducation of Cameron Post                                                                              | Der verlorene Sohn                                                           | 2018      | Spielfilme über Jugendliche in Konversionstherapie | [ 4 ]               |
| Ein Becken voller Männer                                                                                      | Swimming with Men                                                            | 2018      | Spielfilme über männliche Synchronschwimmgruppen | [ 2 ]               |
| RBG | Die Berufung                                                                 | 2018      | Dokumentation und Spielfilme über Ruth Bader Ginsberg | [ 6 ]               |
| Lotte am Bauhaus                                                                                              | Die Neue Zeit                                                                | 2019      | Über das 1919 gegründete Bauhaus |                     |
| Fyre Fraud | Fyre                                                                         | 2019      | Dokumentationen über das Fyre Festival | [ 1 ]               |
| Pinocchio | Guillermo del Toros Pinocchio                                                | 2022      | Adaptionen von Pinocchio | [ 4 ]               |
| The Pope’s Exorcist                                                                                           | The Exorcism                                                                 | 2023/2024 | Zwei unabhängige Horrorfilme mit Russell Crowe als eine Art Exorzist | [ 17 ]              |
| Totally Killer                                                                                                | Time Cut                                                                     | 2023/2024 | zwei Horrorkomödien inspiriert von Zurück in die Zukunft, indem die Heldin eine Zeitreise in die High School ihrer Eltern/Schwester unternimmt                                                        | [ 18 ]              |
| Imaginary | IF: Imaginäre Freunde                                                        | 2024      | ein Horrorfilm und ein Familienfilm zu imaginären Freunden | [ 19 ]              |
| Immaculate | Das erste Omen                                                               | 2024      | Horrorfilme, in denen Nonnen schwanger werden |                     |
| F1 | Grand Prix of Europe                                                         | 2025      | Filme über Grand-Prix-Rennfahrer |                     |